# 26. prosinca
26. prosinca (26. 12.) 360. je dan godine po gregorijanskom kalendaru (361. u prijestupnoj godini).
Do kraja godine ima još 5 dana.

## Događaji
- 1825. – U Sankt Peterburgu, na dan polaganja zakletve novom caru Nikolaju I., izbila pobuna dekabrista, protivnika carizma u Rusiji.
- 1865. – Patentiran filter za kavu.
- 1906. – Ustanovljena hrvatska književna nagrada nagrada "Dimitrije Demetar".
- 1968. – U Saveznoj narodnoj skupštini usvojeni amandmani na Ustav SFRJ, kojima se širi autonomija pokrajina i one dobivaju status sličan republikama.
- 1973... – premijerno prikazan horor film Istjerivač đavola.
- 1979. – Sovjetske trupe zauzele su predsjedničku palaču u Kabulu.
- 1982. – Osobno računalo (PC), odabrano za "Osobu godine" američkog časopisa Times.
- 1989. – Rumunjski Front nacionalnog spasa imenovao novu vladu, s Ionom Iliescuom na celu, dan poslije pogubljenja Ceausescua.
- 1990. – Skupština Slovenije proglasila samostalnost te republike, nakon što su se građani na referendumu izjasnili za nezasvisnu slovensku državu.
- 1991. – Završila je Operacija Strijela, vojnoredarstvena akcija na zapadnoslavonskom bojištu kojom su oslobođeni Voćin i još 23 naselja.
- 2003. – Potres u Bamu (Iran), odnio je 30,000 žrtava.
- 2004. – Razorni val, cunami, uzrokovan snažnim podmorskim potresom poharao je obale 12 država Indijskog oceana. Stradalo je više od 200,000 ljudi. Vidi: Cunami u Indijskom oceanu 2004.

| - 1891. – Henry Miller, američki književnik († 1980.) - 1893. – Mao Ce Tung, kineski političar, vojskovođa, revolucionarni vođa i državnik († 1976.) - 1912. – Renato Guttuso, talijanski slikar - 1939. – Phil Spector, američki glazbeni producent, skladatelj i glazbenik, - 1963. – Lars Ulrich, dansko-američki bubnjar - 1971. – Jared Leto, američki filmski glumac i glazbenik - 1990. – Denis Čerišev, ruski nogometaš - 1990. – Aaron Ramsey, velški nogometaš | - 268. – Dionizije, papa - 418. – Zosim, papa - 1562. – Mikša Pelegrinović, hrvatski pjesnik (* 1500.) - 1848. – George Stephenson, engleski inženjer i izumitelj (* 1781.) - 1867. – Jožef Košič slovenski pisac, pjesnik, etnolog, povjesničar i svećenik u Mađarskoj - 1890. – Heinrich Schliemann, njemački istraživač (* 1822.) - 1947. – Hijacint Bošković, hrv. dominikanski tomist, mislilac, filozof, bogoslov, prvi otvoreni kritičar nacizma u Europi (* 1900.) - 1958. – Tarsilla Ana Osti, hrvatska redovnica i mističarka (* 1905.) - 1977. – Howard Hawks, američki filmski redatelj (* 1896.) - 1992. – John George Kemeny, američko - mađarski matematičar (* 1926.) - 2006. – Gerald Ford, američki političar i predsjednik (* 1913.) - 2020. – Milka Babović, hrvatska športska novinarka i atletičarka (* 1928.) |

## Blagdani i spomendani
- Sveti Stjepan Prvomučenik

## Imendani
- Stjepan
- Stipan
- Stipe
- Stipica
- Krunoslav
- Kruno